# Schleifmühle (Gemeinde Schrems)
Die ehemalige Schleifmühle befand sich nördlich von Schrems am Eliasteich (im Volksmund: Schleiferteich), einem links des Braunaubaches gelegenen, künstlichen Teich zwischen Schrems und Kollersdorf, und wurde ab den 1830ern als Glasschleiferei betrieben, die zu der von Baron Johann Bartenstein in Eugenia errichteten Glashütte gehörte. Der Teich wurde bereits im 18. Jahrhundert zur Fischzucht angelegt, wobei er mehrere östlich zufließende Gewässer zusammenfasste. In der Schleifmühle waren bis zu 80 Schleifer beschäftigt. Nach einem Brand in der Glashütte im Jahr 1886 wurde das Werk neu aufgebaut und reorganisiert, wodurch die Schleifmühle aufgelassen und in Eugenia eine neue, mit Dampf betriebene Schleiferei eingerichtet wurde. Im Eliasteich wird noch heute Fischzucht betrieben und in den Gebäuden der aufgelassenen Schleifmühle sind Wohnungen untergebracht.